# Boimorto
Boimorto település Spanyolországban, A Coruña tartományban. Boimorto Sobrado, Galicia, Melide, Arzúa, Frades, Mesía és Vilasantar községekkel határos. Lakosainak száma 1801 fő (2024).

## Népesség
A település népessége az utóbbi években az alábbiak szerint változott:
| Lakosok száma | 2582 | 2486 | 2410 | 2288 | 2211 | 2115 | 2111 | 1985 | 1943 | 1801 |
|               | 2001 | 2004 | 2006 | 2009 | 2011 | 2014 | 2016 | 2019 | 2021 | 2024 |